# Armand Ohlen
Pour les articles homonymes, voir Ohlen.
Armand « Banett » Ohlen, né à Nouméa (Nouvelle-Calédonie) le 23 octobre 1913 et décédé le 12 mai 1993, était une personnalité politique française de Nouvelle-Calédonie qui fut Conseiller de la République, ou sénateur, de 1955 à 1959.

## Origines familiales
Il est issu de la quatrième génération d'Ohlen présente sur le territoire, étant l'arrière-petit-fils d'un colon allemand originaire de l'ancienne province allemande du Holstein, Heinrich Ohlen (1809-1869), et d'une hambourgeoise descendante de réfugiés protestants français, Maria Dohrn (1820-1897), tous deux installés à Sydney en 1854 avant de s'installer comme colons-éleveurs à Païta en 1859. Son grand-père paternel, fils aîné du couple de pionnier, John-Henry Ohlen (1855-1929), s'établit dans une propriété à Ouaco dans le nord de la Grande Terre. Son père, Jean Ohlen (1882-1968) fut tour à tour cultivateur, mineur, ingénieur chimiste au nickel et enfin percepteur à Nouméa, ainsi que botaniste amateur, ayant entretenu un jardin qui porte son nom désormais dans le quartier de la Vallée des Colons dans le chef-lieu.

## Carrière professionnelle et famille
Armand Ohlen fait une carrière comme chef de poste du service radioélectrique local. Il épouse en 1936 Hélène Le Moy, de qui il a cinq enfants, deux filles et trois fils : Yveline, Bernard, Yvan, Alain et Mireille. 

## Carrière politique
Il est élu pour la première fois au conseil général du territoire le 12 septembre 1954, à la faveur de la démission du colonel Maurice Bichon, ancien conseiller de l'Union française, dans la 1re circonscription. Il a le soutien des syndicats. Il obtient ainsi lors de ce scrutin partiel 1 568 voix contre 1 286 au candidat de l'Union calédonienne (UC, mouvement de tendance confessionnelle, centriste et autonomiste prônant l'égalité entre les différentes communautés du territoire sous le slogan « Deux couleurs, un seul peuple », fondé en 1953 et majoritaire au conseil général depuis lors et dirigé par le député Maurice Lenormand et le chef kanak Rock Pidjot), le notaire Roger Rolland, 380 à l'indépendante (et ancienne de l'UC en 1953) Andrée Collard et 229 au communiste Florindo Paladini. Après son élection, il adhère au groupe de l'Union calédonienne.   
Mais surtout il est élu le 19 juin 1955 pour représenter la Nouvelle-Calédonie au Conseil de la République, il bat alors le sénateur sortant Républicain indépendant et l'une des figures de l'opposition locale à l'UC, Henri Lafleur, par 14 voix de conseillers généraux contre 10 à Lafleur et 1 abstention. Il est membre, au Conseil de la République, du groupe des Indépendants d'outre-mer. Cette élection en fait un des poids lourds du parti : il est l'un des artisans de la réélection de Maurice Lenormand aux élections législatives de 1956 et c'est sur sa propriété, à la Vallée-des-Colons, que se tient, les 12 et 13 mai 1956 le premier congrès du parti au cours duquel celui-ci se dote de statuts fixes tandis que Rock Pidjot en devient président et Maurice Lenormand son commissaire général. Toutefois, après l'instauration de la Ve République et le remplacement du Conseil de la République par le Sénat en 1959, il est à son tour battu par Henri Lafleur. 
La loi-cadre Defferre de 1956 remplace le conseil général par une Assemblée territoriale, constituée à partir de 1957. Armand Ohlen y siège sans discontinuer, sous les couleurs de l'UC, de 1957 à 1972. Il préside cette assemblée du 21 octobre 1957 au 8 novembre 1960, puis du 6 octobre 1966 au 29 septembre 1970. 